# Linia próżniowa

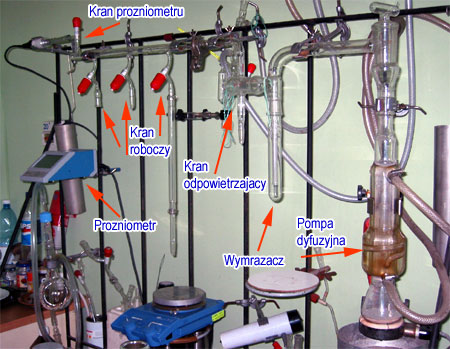
Linia próżniowa do „wysokiej próżni” – zdjęcie wykonane w CBMiM PAN

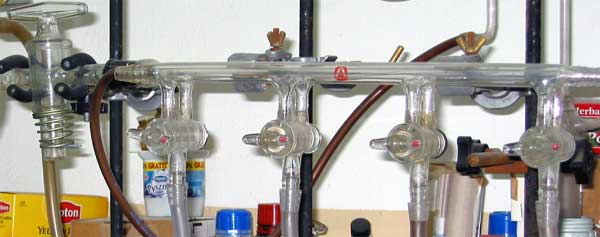
Linia azotowo-próżniowa

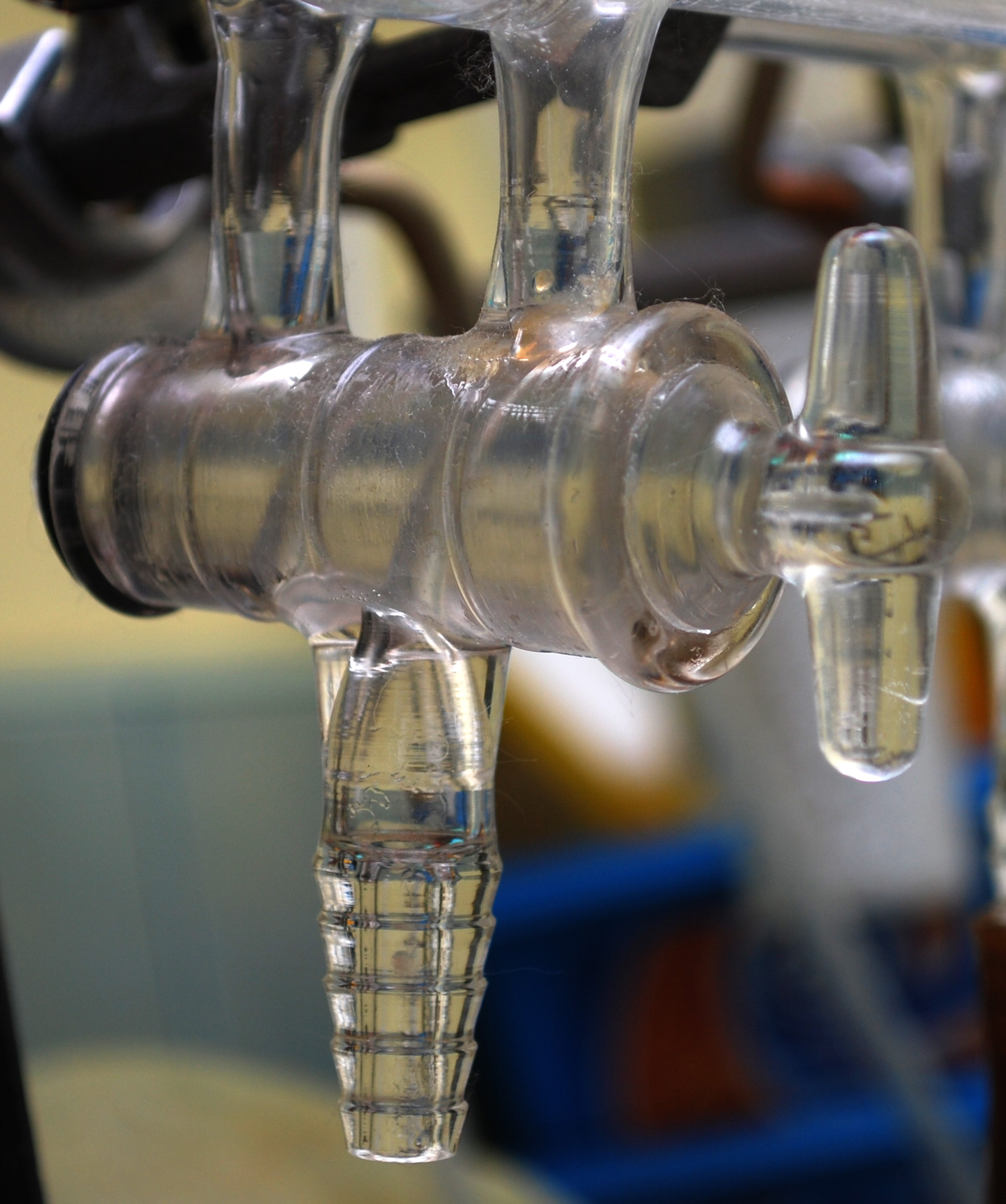
Kran próżniowy dwudrożny

Linia próżniowa – szklany sprzęt laboratoryjny służący do wykonywania rozmaitych czynności wymagających stosowania próżni.
Dzięki stosowaniu linii próżniowej można do jednej pompy próżniowej niezależnie podłączyć kilka elementów aparatury.

## Budowa
Najważniejszą częścią każdej linii próżniowej jest długa rura szklana, do której są przymocowane kraniki robocze, do których podłącza się inne elementy aparatury. Rura ta jest przyłączona z jednej strony do pompy próżniowej, przy czym zazwyczaj między pompą i linią montuje się jeszcze wymrażacz. Wymrażacz z jednej strony zabezpiecza pompę przed agresywnymi chemicznie oparami z aparatury, a z drugiej umożliwia utrzymywanie stałego podciśnienia w całym układzie.
Linie próżniowe stosuje się do wielu rozmaitych czynności m.in. do transferu ultra suchych rozpuszczalników i substancji, które nie mogą kontaktować się z powietrzem, do prowadzenia destylacji próżniowej, do prowadzenia reakcji, które wymagają warunków próżniowych, itd., itp.

## Rodzaje
Linie próżniowe dzieli się zazwyczaj na:
- Linie do „wysokiej próżni” (high vacuum HV) – są one wykonane z elementów (kraników, szlifów, rur), które umożliwiają utrzymywanie próżni na poziome 10−4 atm. Do linii takich aparaturę podłącza się zazwyczaj bezpośrednio przez połączenia szlifowe, bez pośrednictwa węży. Linie takie są bardzo często obsługiwane przez wysokowydajne pompy dyfuzyjne, oraz precyzyjne próżniometry.
- Linie próżniowo-azotowe, które składają się z dwóch równoległych rur. W jednej rurze panuje próżnia, zaś w drugiej niewielkie nadciśnienie gazu obojętnego (np. azotu). Stanowiska robocze składają się z kraników dwudrożnych, których przekręcenie o 180° umożliwia szybkie przełączanie się z azotu na próżnię. Na końcu kraników są zwykle oliwki, na które zakłada się węże łączące linię z innymi elementami aparatury. W liniach próżniowo azotowych nie utrzymuje się zwykle zbyt wysokiej próżni, lecz w zakresie 10−3-10−2 atm.
- Czasami spotyka się też linie kombinowane, w których występuje najpierw część wysokopróżniowa, a następnie próżniowo-azotowa.